# Mynydd Tarw
Mynydd Tarw är ett berg i Storbritannien.   Det ligger i kommunen Powys och riksdelen Wales, i den södra delen av landet, 260 km nordväst om huvudstaden London. Toppen på Mynydd Tarw är 679 meter över havet.
Terrängen runt Mynydd Tarw är huvudsakligen kuperad.Runt Mynydd Tarw är det ganska tätbefolkat, med 60 invånare per kvadratkilometer. Närmaste större samhälle är Oswestry, 17,5 km öster om Mynydd Tarw. Trakten runt Mynydd Tarw består i huvudsak av gräsmarker.